# AMC 35
De AMC 35 was een Franse tank uit de Tweede Wereldoorlog die ook door België is ingezet.
Het type werd vanaf 1934 door Renault ontwikkeld uit de AMC 34 om te voorzien in de behoefte aan een snelle en goedbewapende middelzware cavalerietank, maar voor echte massaproductie afgewezen omdat het te onbetrouwbaar en licht bepantserd was. Door technologische en financiële problemen kwam de productie pas op gang in 1938 en bleef beperkt tot 59 exemplaren, waarvan tien voor België. De AMC 35 is een van de weinige Franse tanks van die periode die beschikte over een ruimere tweemanstoren.

## Ontwikkelingsgeschiedenis
Het Plan 1931 van de Franse Cavalerie voorzag in de bouw van een Automitrailleuse de Combat. Renault ontwikkelde volgens de daarin opgestelde specificaties de AMC 34. Nauwelijks was het prototype daarvan aan het leger afgeleverd, of op 26 juni 1934 werden de gestelde eisen gewijzigd: de AMC moest een snelheid halen van 50 km/u en een bepantsering hebben die antitankkanonnen kon weerstaan.
Renault keerde terug naar de tekentafel. Op 7 maart 1936 leverde hij een vernieuwd prototype af met het verzoek dit snel te behandelen: de AMC 34 was immers al in principe goedgekeurd en als dit nieuwe model aan de eisen voldeed, zou het in die goedkeuring moeten delen. 
De materieelcommissie, de Commission de Vincennes, ging op 9 maart kijken. Bij het doornemen van de schriftelijke aanvraag was het haar al opgevallen dat het type een geheel nieuwe productiecode had: Renault ACG in plaats van Renault YR (Renault gebruikte nu een code met drie letters want men was door alle mogelijke combinaties van twee letters heen). Dit stemde al achterdochtig en inderdaad: hoewel het voertuig bij oppervlakkige beschouwing veel op de AMC 34 leek, leerde een nadere inspectie dat het in feite om een geheel nieuwe tank ging. Een volledig testprogramma werd bevolen. Hoewel bij het prototype al 500 km op de teller stond en Renault zelf dus kennelijk al uitgebreid getest had en mankementen had kunnen verhelpen, bleek het type zeer onbetrouwbaar. 
Op 17 november werd het testen opgeschort. De commissie beval op dat moment aan het rijbereik te verbeteren tot 180 kilometer en de reminrichting en de loopwielen te versterken — en keurde dan het materieel alsnog goed. Deze verrassende uitkomst was een gevolg van het feit dat de Cavalerie, ervan uitgaand dat het materieel gewoon een verbeterde AMC 34 was, tijdens de Rijnland-crisis begin 1936 eerst al zeventien exemplaren besteld had en daarna deze bestelling uitbreidde naar vijftig, voldoende om een regiment mee uit te rusten. Op dat moment waren er nog zeer weinig moderne tanks in Frankrijk. 
Politieke omstandigheden speelden ook een rol: de militaire tak van Renault werd in december 1936 door de nieuwe linkse regering van het Volksfront van Édouard Daladier genationaliseerd en hernoemd tot het staatsbedrijf AMX (Atelier d'Issy-les-Moulineaux). De productiecapaciteit mocht daarom niet onbenut blijven. De commissie legde zich hier met tegenzin bij neer — het materieel voldeed immers niet aan de eisen van snelheid en bepantsering — maar wees erop dat het aan te bevelen was voortaan een type echt te onderzoeken voordat men het bestelde. 
Op 1 november 1938 werd het eerste serie-exemplaar afgeleverd van de AMC Renault modèle 1935.

## Beschrijving

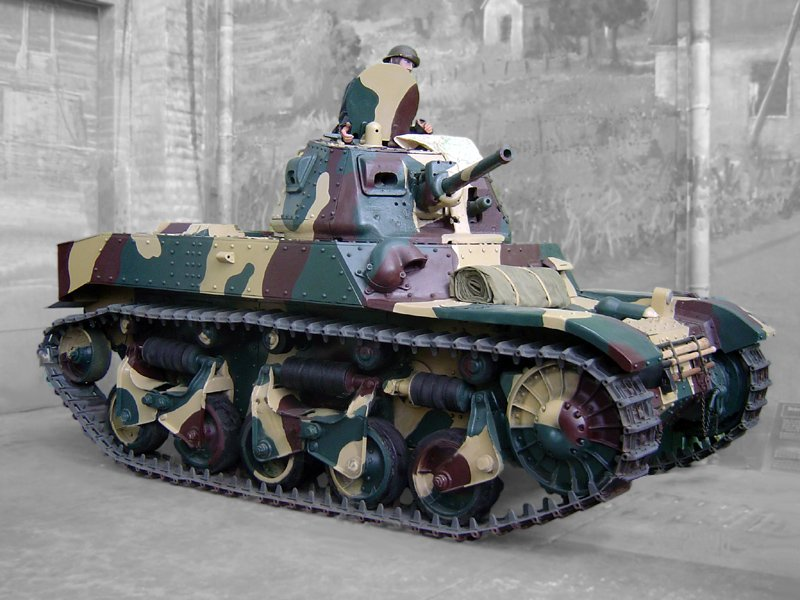
De in 2006 gerestaureerde AMC 35 in Saumur

De AMC 35 komt met een breedte van 2,20 meter en een romphoogte van 1,55 meter in afmeting sterk overeen met de AMC 34; alleen is de romp verlengd naar 4,55 meter om er een Renault V-4 180pk-motor in onder te brengen met een cilinderinhoud van 11,08 liter die een snelheid mogelijk maakt van 42 km/u. De motor is een verkorte versie van de V-6 die voor de Char B1 bis gebruikt wordt. Omdat hij erg licht is, 1,3 kg/pk, probeerde Renault hem nog aan te bevelen als mogelijke vliegtuigmotor. 
De productieversie heeft een vergrote brandstofvoorraad die een bereik mogelijk maakt van 160 kilometer. Het loopwerk heeft per zijde vijf loopwielen waarvan de voorste en de achterste vier per paar geveerd worden door een horizontale springveer in rubber gegoten. Het lijkt daarmee op dat van de Renault R35. De bepantsering is ten opzichte van de AMC 34 verhoogd naar 25 mm. De romp is geklonken maar het productiemodel gebruikt ook bouten. Het gewicht is 14,5 ton samen met de toren.
Het prototype was voorzien van een tweemans APX2-toren, uitgerust met een 25 mm SARF-vestingkanon: een verkorte versie van het antitankkanon, dat ontwikkeld is voor gebruik in kazematkoepels (RF = Region Fortifiée). De bouw van fortificaties kreeg echter voorrang — bij de AMX 34 leidde dat ertoe dat de Cavalerie eerst APX1-torens installeerde en de tanks in Marokko maandenlang rond liet rijden zonder enige bewapening — en uiteindelijk rustte men de koepel uit met een SA 35 47mm-kanon met een munitievoorraad van 96 granaten. 
De APX2 is een ingewikkelde min of meer achthoekige afgeschuinde constructie bestaande uit gegoten delen die ten dele gelast en ten dele samengeklonken zijn. De commandant-lader zit links, achter de 7,5 mm Reibel-mitrailleuse, de schutter rechts. Achteraan bevindt zich een dubbelluik. De AMC 35 was daarmee de enige Franse tank na de Char 2C die géén eenmanskoepel had; het enorme tactische belang daarvan werd toen nauwelijks onderkend.

## Productie en export
Frankrijk was echter in zekere zin niet het eerste land dat de Renault ACG bestelde. België had namelijk op 13 september 1935 25 rompen van een "tweede serie", een verbeterde versie, van de AMC 34 besteld. Daarbij was men afgegaan op ontwerptekeningen die later de basis zouden vormen van de AMC 35. In het Belgische contract was bedongen dat de levering van drie exemplaren per maand in oktober 1935 van start zou gaan. Die maand startte Renault inderdaad een productielijn op — maar die betrof de oorspronkelijke AMC 34: tot het leveren van verbeterde voertuigen was hij helemaal niet in staat. Daarbij had Renault geen zin te veel te investeren in wat vermoedelijk erg kleine productieseries zouden blijven; van de AMC 34 zou het Franse leger geen voertuigen nabestellen.
Ook in 1936 bleef iedere levering uit. In juni van dat jaar kregen de nieuwe Belgische minister van landsverdediging Henri Denis en zijn vaste defensiecommissie van motorisering via de Belgische militaire attaché in Parijs ook nog eens verontrustende berichten over de eerste proefnemingen met het nieuwe type: het zou te traag zijn en te zwaar. 
Tegen het eind van dat jaar leverde de splitsing tussen AMX en Renault nieuwe vertragingen op: Louis Renault probeerde zo veel mogelijk activa, waaronder onderdelen voor de tankproductie, aan het oude bedrijf toe te delen en de meeste passiva aan AMX.
Op 3 juni 1937 was Denis de zich voortslepende problemen meer dan zat: hij eiste dat het prototype naar België verzonden zou worden, hetgeen op 4 juni inderdaad gebeurde. Dit voertuig, met serienummer 803, was uitgerust met een tweepersoons APX2-toren: daarvan hadden de Belgen er namelijk al op 12 september 1935 25 apart besteld bij Batignolles-Châtillon voor 70 000 Belgische frank per stuk; de rompen kostten 360 000 Franse frank, gelijk aan de prijs die de Franse regering betaald had voor de AMC 34. De toren had nog geen bewapening en er werd snel een Belgisch FRC 47-mm kanon ingebouwd voor schietproeven. 
Het prototype, dat nog niet verbeterd was volgens de aanwijzingen van de Commission de Vincennes, werd daarna beproefd bij de 2e Lansiers. Tijdens deze testen voldeed het type redelijk maar toen het tussen 23 en 27 augustus deelnam aan manoeuvres in de Ardennen met de Ardense Jagers bleek het niet in staat zonder storingen in heuvelachtig terrein te kunnen opereren. 
De Belgen besloten bijna de hele order te annuleren ten gunste van de Renault R35, maar beperkten zich in september tot het schrappen van de zeven voertuigen die voor de Ardeense Jagers bestemd waren geweest; men zou nu slechts voor iedere cavaleriedivisie van het Corps de Cavalerie negen voertuigen aanschaffen.
Echter, ook deze tanks verschenen niet want de serieproductie bleef nog steeds uit. De introductie in België stuitte daarbij op politieke weerstand. De connectie met Frankrijk zag men ter rechterzijde als een gevaarlijke ondermijning van de neutraliteit; links meende dat men alleen puur defensieve wapens moest aankopen. In december volgde dus alsnog een volledige annulering; op 15 maart 1938 werd besloten een contractuele boete van vier miljoen Franse frank te betalen en het overschot, met een tegenwaarde van vijf miljoen Franse frank, te besteden voor een extra aanschaf van veertien T.13 tankjagers.
Deze uitkomst lokte echter een reactie van de Franse regering uit: België was in een tijd van snel oplopende internationale spanningen een belangrijke potentiële bondgenoot en het moest voorkomen worden dat de indruk gewekt werd dat Frankrijk die voor vier miljoen het schip in had laten gaan. Men besloot er letterlijk van te maken wat ervan te maken viel: volgens een opgave van Renault op 20 januari 1938 was er op dat moment voor 75 voertuigen materiaal gekocht, waren daar voor 65 à 70 voertuigen onderdelen van gemaakt en was er voor 45 à 50 voertuigen een begin gemaakt van assemblage. 
Onder druk van de regering werd op 21 april 1938 een akkoord gesloten: België zou voor zijn vier miljoen alsnog tien voertuigen krijgen (inclusief het al geleverde prototype) plus vijf collecties reserveonderdelen, acht volledige pantsersets en nog eens 18,9 ton aan losse pantserplaten; van het restant zouden dan nog 25 voertuigen voor Frankrijk zelf gemaakt worden, voor een totaal van 35 voertuigen. Op 15 juni werd te Brussel tussen België en Renault het nieuwe contract hiervoor getekend met als clausule dat alle tien tanks voor 31 juli 1938 geleverd zouden zijn. Op 6 mei had Renault namelijk gevraagd aan de Belgische order prioriteit te mogen geven; de Cavalerie, die toen allang blij was voorlopig van het materieel af te zijn — men wilde namelijk alleen de veel beter gepantserde SOMUA S35 voor de gemechaniseerde lichte divisies gebruiken — stemde toe dat de eerste negen tanks aan België geleverd werden. Op 2 juni hield het Franse ministerie van defensie echter vast aan een op 21 april overeengekomen volgorde: steeds eerst zeven tanks voor Frankrijk gevolgd door drie voor België.
Voorlopig had België dus nog niets want het opstarten van het productieproces verliep zéér traag. Het bovengenoemde exemplaar van 1 november 1938 was het eerste van de productieserie. Dezelfde week legde men de laatste hand aan drie voertuigen die voor België bestemd waren en een speciale Belgische commissie inspecteerde die op 8, 9 en 10 november, waarna een staking opnieuw roet in het eten gooide. 
Op 21 december berichtte Renault dan toch eindelijk klaar te zijn voor de verzending maar de Belgen vertrouwden het niet en inspecteerden de voertuigen voor de tweede maal op 25 januari 1939; op 15 februari bevestigde Brussel de acceptatie en op 30 maart passeerden drie tanks, serienummers 806, 814 en 817, per spoor de Frans-Belgische grens. De tweede partij van drie, nummers 807, 823 en 833, werd in mei verstuurd; de derde, nummers 831, 832 en 833 op 7 augustus. Dezelfde maand werd het prototype gereviseerd weer naar België verzonden.
In de tweede helft van 1937 werden de eerste APX2-torens geproduceerd; Batignolles-Châttillons hield vast aan de oorspronkelijke order van 25 voor België. Tien daarvan gingen in 1938 naar AMX dat ze op de tanks monteerde en zo verantwoordelijk was voor de eindassemblage — dat was toen de gebruikelijke rolverdeling tussen het oude moederbedrijf en de genationaliseerde tak. 
Op 24 mei 1939 werd besloten het restant te gebruiken voor fortificaties. Dertien werden geïnstalleerd op kazematten van de kustverdediging. De fortificatietorens waren in principe identiek aan die van de tanks. Twee torens werden gebruikt voor kazematten bij Aywaille. De APX2-torens werden door de Belgen naar de SEM (Société d'Électricité et de Mécanique Van den Kerckhove & Carels) te Gent gezonden om tussen september en november 1939 te worden omgebouwd. Op de plek voor de 7,5mm-mitrailleuse werd een 7,65 mm Hotchkiss-mitrailleuse geplaatst — oudere bronnen vermelden abusievelijk een Hotchkiss 13,2mm-mitrailleuse, die inderdaad even overwogen werd. Dit type had een opvallend grotere beschermende mantel. Omdat de patroonhouder daarvan meer naar links geplaatst was in de toren, had men om ruimte te maken de Chrétien diascoop van het facet linksmidden verplaatst naar het facet linksachter en de opening met een opliggende pantserplaat dichtgelast — misschien dat dit al door de Franse fabriek gedaan was. 
Op de plaats van het Franse SA 35-kanon van 47 mm werd een Belgisch FRC (Fonderie Royale des Canons) 47mm-kanon geplaatst dat herkenbaar is aan de iets langere tromp, maar waarvan de loop 15 mm korter is. Door vertragingen bij de levering van de kanonnen, besteld voor 78 000 Belgische frank per stuk, kon de inbouw pas in februari 1940 voltooid worden. De torens hadden al bij levering de aanduiding APX2 B gekregen, waarbij "B" natuurlijk Belgique betekent. Ze waren al aan het andere machinegeweer aangepast door een linksboven vergrote opening van de mantelwieg van de mitrailleuse, die nodig was wegens een andere positie van het richtvizier.
Ondertussen was er bij Renault en AMX ook productie voor Frankrijk: in maart 1939 zou het zeventiende voertuig geleverd worden; bij het begin van de Tweede Wereldoorlog lag het totaal op 22. Aangezien twee chassis voor afgeleide projecten gebruikt werden, kwam dat dicht bij het in april 1938 vastgestelde totaal van 25. Door de oorlogssituatie werd echter besloten ook het overgebleven materiaal voor productie te gebruiken, ongetwijfeld mogelijk gemaakt door een ruimere toedeling van fondsen. Er werd een dubbele productielijn opgezet van twaalf tanks en de "massaproductie" kwam op gang: in september drie; in oktober negen; in november acht. Daarbij werden ook de voor België bestemde reserveonderdelen verbruikt. Toen België in december verzocht om drie sets, teneinde evenveel tanks gereed te maken voor de wintermanoeuvres omdat de eerste tien al sterk versleten waren, kon men daaraan niet voldoen. In januari 1940 was er een laatste levering van vijf.
Er zouden geen verdere bestellingen meer volgen: het aantal geproduceerde AMC 35's bedraagt dus in totaal 59: 49 aan het Franse leger en tien aan het Belgische. Toch vermeldden alle naslagwerken tot in de jaren tachtig een totaal van honderd voertuigen: 75 tanks voor Frankrijk en 25 voor België. Deze fout was een gevolg van een dubbeltelling van het aantal Belgische tanks — een aantal dat op zich ook nog eens onjuist was.
In 1947 onderzocht een parlementaire commissie de oorzaken van de nederlaag; daarbij worden de aanklachten tijdens het beruchte Proces van Riom door het Vichy-regiem uit 1942 opnieuw behandeld. Was één daarvan inderdaad een tekort aan tanks geweest? Alle betrokkenen haasten zich te verklaren dat dit pertinent onwaar is. De minister van bewapening in 1940, Raoul Dautry, geeft een aantal van 3697 moderne tanks op 1 mei 1940. De directeur van Renault, René de Peyrecave, meent dat de minister nog te bescheiden is geweest: het aantal geproduceerde tanks zal op dat moment eerder rond de 3850 hebben gelegen. Gevraagd zijn hogere schatting toe te lichten, verwijst hij naar het feit dat er een vertraging zit tussen productie en levering en dat "twee van onze [Renaults] types over het hoofd zijn gezien, de AMC 34 (12) en de ACG1 [AMC 35] (75)". Het getal van 75 is kennelijk tot stand gekomen door abusievelijk de oorspronkelijke Belgische bestelling bij de Franse op te tellen. Uit verklaring noch context valt dit echter direct op te maken met als gevolg dat als generaal Joseph Molinié eind jaren zestig Les Materiels Blindés de Combat schrijft zonder de primaire bronnen te onderzoeken, hij aan die 75 opnieuw 25 toevoegt voor een totaal van honderd waarin de Belgische voertuigen dan tweemaal meetellen.

## Operationele geschiedenis

### Frankrijk
In Frankrijk deed men eerst helemaal niets met het materieel; er waren twee programma's voor ombouw maar die mochten niet worden uitgevoerd omdat men vanaf de zomer van 1939 eigenlijk klaar stond alle voertuigen gratis aan België over te dragen zodra dat land tekenen vertoonde er een nieuw cavalerieregiment mee op te willen richten. België was er echter niet happig op nog meer AMC 35's op te nemen: daar deed men als enige praktijkervaring met het type op en wist men dat de tank eenvoudigweg niet sterk genoeg was voor zijn eigen motor. Hij kon de krachten die het terreinrijden op chassis en ophanging uitoefende niet doorstaan.
In mei 1940 veranderde Sitzkrieg eenklaps in Blitzkrieg. De kritieke situatie vanaf 15 mei vereiste dat al het aanwezige materieel ertegen aangegooid werd om de gaten in het front te dichten. Bij de AMC 35 leverde dat het probleem op dat men in het geheel geen bemanningen opgeleid had voor het type. Het werd dus maar ingezet op de meest informele manier: eerst werden er op 15 mei vijftien organiek (in feite twaalf) toebedeeld aan de provisorische 11e Groupement de Cavalerie die werd toegevoegd aan het 19e GRCA (Groupe de Reconnaissance de Corps d'Armée); daarna werden er vijf nog lossere Corps-francs Motorisés mee opgericht met een nominale sterkte van zeven AMC's per "vrijkorps". Daarbij vergat men dat er van de vijftig twee waren gebruikt voor projecten en één helemaal niet gebouwd (vermoedelijk was het prototype meegeteld voor de bestelling van vijftig); volgens de officiële materieelstaten uit het voorjaar waren er inderdaad maar 47 tanks voorradig geweest, zodat er voor de CFM's maar 32 voertuigen beschikbaar waren. 
De feitelijke sterkte was eerst nog minder: twee bij het 1e CFM, één bij het 2e CFM en twee bij het 4e CFM. Daarmee vocht men vanaf 5 juni tussen de Somme en de Loire. Nog een zevental andere tanks werd op tijd rijklaar gemaakt en naar deze gelegenheidseenheden gezonden. 
De geschiedenis van deze groepen is goed gedocumenteerd omdat hun commandanten al tijdens de oorlog boeken over hun avonturen schreven. Die werken tonen grote ontsteltenis over de krakkemikkigheid van het materieel en het hoge brandstofverbruik. Kennelijk was al na twintig kilometer in het terrein de benzinetank leeg.

### België
In België werd het type in dienst genomen als Auto Blindé Lourd/Zware Pantserwagen; dat woord duidde toen ieder pantservoertuig aan, niet alleen wielvoertuigen. Angstvallig vermeed men het Franse "char", Engelse "tank" of Nederlandse "vechtwagen", hoewel het toch de enige serieus bewapende moderne echte tank was waar België over beschikte. Op 21 juli deden twee exemplaren mee aan de militaire parade te Brussel tijdens de Nationale feestdag van België; daarvoor waren ze inderhaast van bewapening voorzien; ze zouden daarna weer omgebouwd worden.
Op het moment van de mobilisatiefase C op 1 september 1939 werd te Watermaal-Bosvoorde het escadron indépendent d'autos blindés du corps de cavalarie gevormd uit bemanningen die afkomstig waren van het Nederlandstalige 2e Lansiers en het Franstalige 1er Guides. Toen had men dus nog geen voertuigen en men verhuisde naar Gent om die te ontvangen en er meteen de eerste oefening mee te verrichten. Daarna werd men gelegerd bij het legerkamp van Beverlo, eind 1939 bij Etterbeek. De slijtage bij de voertuigen bleek zeer ernstig en dat leverde grote problemen op doordat de reserveonderdelen niet beschikbaar kwamen. 
Op 20 maart kreeg men toestemming om de diascopen uit de forticatietorens te nemen: de oorspronkelijke waren door trillingen tijdens het rijden versplinterd. Van de tien werden de twee die het meest versleten waren, met de nummers 806 en 823, naar het Arsenaal van Etterbeek gebracht om ter "kannibalisering" gedemonteerd te worden zodat met hun onderdelen de overige rijdend gehouden konden worden. Daarvan was er één een lesvoertuig voor de rijopleiding bij Antwerpen.
Het eskadron, onder commando van kapitein R. Hullebroeck, bestond uit twee pelotons van vier tanks. Het eerste peloton, onder luitenant Gailly, gebruikte manschappen van het 1e Guides, het tweede, onder tweede luitenant Schreiber, mannen afkomstig van het 2e Lansiers. De voertuigen waren voorzien van een embleem: een grote witte neushoornkop en profile op de linkervoorzijde van de toren, op een algemene kaki camouflagekleur. Naast de tanks beschikte men over tien motorrijwielen en elf vrachtwagens.
Op 10 mei rukte men onmiddellijk na de algemene alertering uit en vermeed zo het slachtoffer te worden van een bombardement op de kazerne; dezelfde dag werden de voertuigen verenigd met de opleidingstank zodat men de organieke sterkte van acht bereikte. De tanks werden eerst misbruikt voor het najagen van denkbeeldige Duitse parachutisten. Daarna verdedigden ze verspreid het kanaal van Willebroek. Op 17 mei dekten ze mede de terugtocht van het leger; op 19 en 21 mei voerden ze tegenaanvallen uit bij Zwijndrecht en Kwatrecht. Daarbij werden vier tanks, 803, 807, 814 en 829, door 37 mm PAK-vuur vernietigd of bewegingsloos geschoten; twee vielen tijdens de campagne uit door pech, waarvan er een op 18 mei bij Dendermonde achtergelaten werd. Vijandelijke tanks hebben ze niet ontmoet.
De Duitsers noemden de buitgemaakte AMC 35's Panzerkampfwagen AMC 738 (f) of (b). Ze hebben ze niet operationeel ingezet. Eén voertuig werd gebruikt voor schietproeven, de rest voor de rijopleiding.

## Projecten

### Rookgordijnlegger
Eén romp van een AMC 35 werd bij het COMAM (Centre d'Organisation Motocyclistes et des Automitrailleuses de Montihéry) omgebouwd tot rookgordijnlegger. De bovenplaat werd verwijderd; boven op de motor kwam een compressor en in de twintig centimeter verhoogde gevechtsruimte werden boven op een persluchtreservoir 19 flessen van 165 liter met rookvloeistof geplaatst. Rechts van de chauffeur werd er voor de commandant een bolvormige gelaste kazemat geplaatst met de optica naar de achterkant gericht — in geval van actie de kant van de vijand. Het bleef bij één prototype.

### Tankjager
Eén romp van een AMC 35 werd gebruikt voor de bouw van een tankjager, een gemechaniseerd geschut van 75 mm. Al in 1936 was besloten het vijftigste voertuig zo af te bouwen - hoewel het vermoedelijk in feite het 49ste zou worden. Het ontwerp werd dat jaar bij Renault getekend door ingenieur Gérin. Pas na het begin van de oorlog, Gérin was ondertussen als reserveofficier bij de Chars de Combat gemobiliseerd, werd met de bouw begonnen. Dit project kreeg meteen in 1936 de naam ACG2 met als gevolg dat de AMC 35 door vele bronnen de ACG1 genoemd wordt. Opnieuw bleef het bij een prototype.

## Afloop

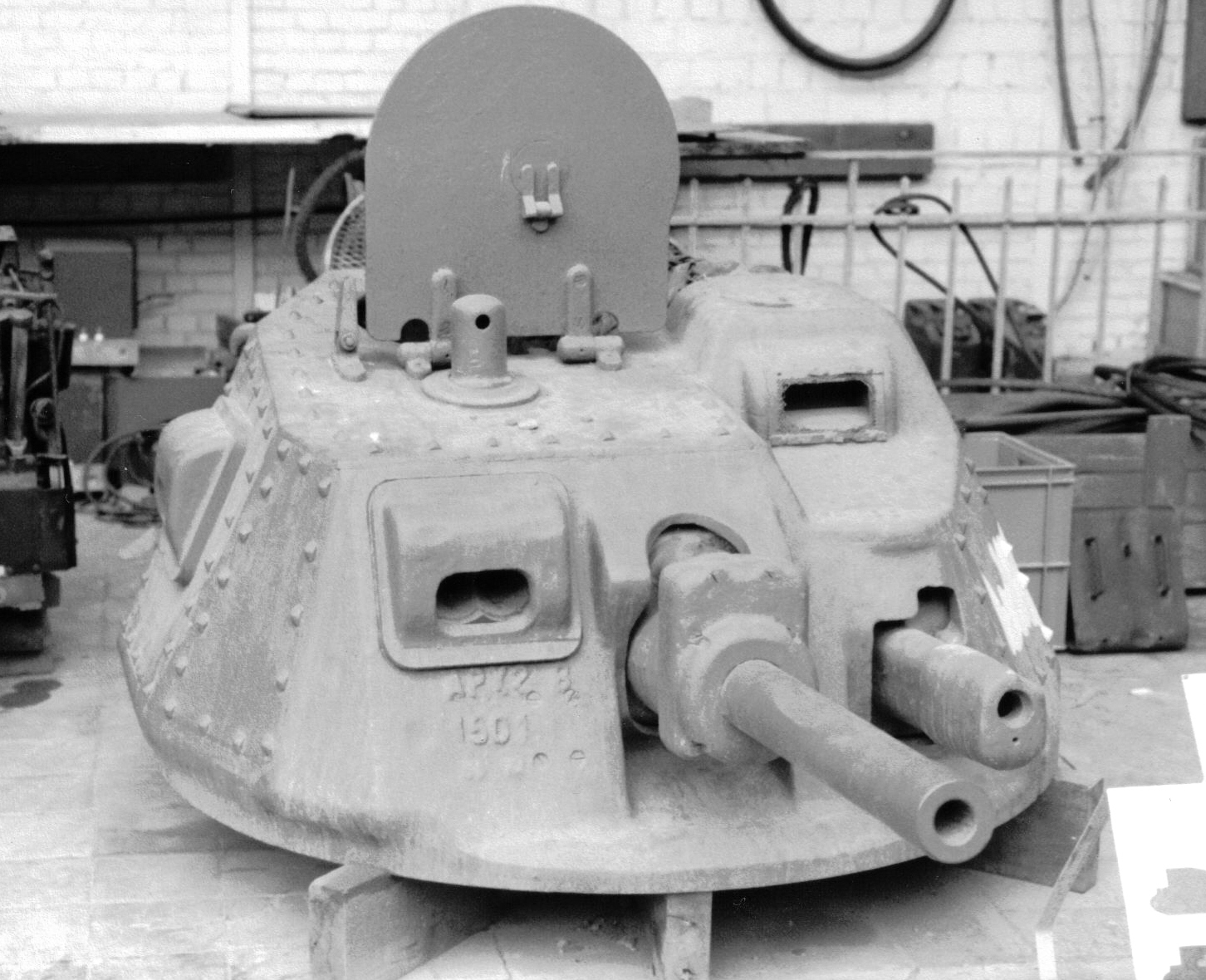
De toren van de AMC 35 te Brussel

In het tankmuseum van Saumur werd sinds enkele jaren het wrak van een AMC 35 opgeknapt; in 2006 is dit gereedgekomen. In het Koninklijk Museum van het Leger en de Krijgsgeschiedenis te Brussel bevindt zich een APX2 B-toren, van een kazemat uit Zeebrugge afkomstig, die door deze stad voor 99 jaar in bruikleen gegeven is.
Hoewel het feitelijk belang van het materieel gering was, heeft de AMC 35 zich een prominente plaats weten te verwerven in de discussie over de oorzaken van de Franse nederlaag. Omdat de tank als enige een meermanskoepel had en veel goedkoper geproduceerd had kunnen worden dan de even krachtig bewapende SOMUA S35 of Char B1 bis, is het voertuig wel beschouwd als een enorme gemiste kans; men had immers, zonder een sou meer uit te geven, het leger kunnen voorzien van wel drieduizend tanks die ons veel beter geschikt lijken voor een moderne bewegingsoorlog. De mechanische en tactische kwetsbaarheid van het materieel wordt daarbij over het hoofd gezien alsmede het feit dat Frankrijk door tekorten aan getrainde mankracht niet in staat zou zijn geweest grote gemechaniseerde eenheden extra te formeren — al in mei 1940 had men veel meer tanks dan men kon bemannen.